# Brunswick (Missouri)
Brunswick é uma cidade localizada no estado americano de Missouri, no Condado de Chariton.

## Demografia
Segundo o censo americano de 2000, a sua população era de 925 habitantes. 
Em 2006, foi estimada uma população de 887, um decréscimo de 38 (-4.1%).

## Geografia
De acordo com o United States Census Bureau tem uma área de 
3,2 km², dos quais 3,1 km² cobertos por terra e 0,1 km² cobertos por água.

## Localidades na vizinhança
O diagrama seguinte representa as localidades num raio de 20 km ao redor de Brunswick. 